# Jeong Woo-yeong
Jeong Woo-yeong, im deutschen Sprachraum nach der dort üblichen Namensreihenfolge bekannt als Woo-yeong Jeong (koreanisch 정우영, * 20. September 1999 in Incheon, Provinz Gyeongsangnam-do), ist ein südkoreanischer Fußballspieler. Der Flügelstürmer steht beim 1. FC Union Berlin unter Vertrag. Er ist seit 2021 Spieler der A-Nationalmannschaft.

## Karriere

### Vereine
2015 kam er zu Incheon United FC und spielte dort regelmäßig in der K League Junior, der Juniorenliga der Profivereine Südkoreas. 2017 konnte er in der Hinrunden-Serie seine beste Leistung mit 7 Toren nachweisen. Im Januar 2018 folgte der Wechsel zum FC Bayern München, wo er für den Rest der Saison 2017/18 für die U19 in der A-Junioren-Bundesliga und der UEFA Youth League zum Einsatz kam. Jeong erhielt beim deutschen Rekordmeister einen bis zum 30. Juni 2022 gültigen Vertrag.
Zur Saison 2018/19 der Regionalliga Bayern rückte er in die Amateurmannschaft der Münchner auf und stieg am Saisonende mit der Mannschaft aus der viertklassigen Regionalliga Bayern in die 3. Liga auf. Jeong erzielte 13 Saisontore.
Im Spiel der 2. Hauptrunde des DFB-Pokals gegen den SV Rödinghausen (2:1) stand er erstmals im Kader der Profimannschaft, wurde jedoch nicht eingesetzt. Sein Pflichtspieldebüt folgte am 27. November 2018 unter Trainer Niko Kovač im vorletzten Gruppenspiel der UEFA Champions League beim 5:1 gegen Benfica Lissabon, als er in der 81. Minute für Thomas Müller eingewechselt wurde. In der Bundesliga kam er am 2. März 2019 beim 5:1-Sieg im Auswärtsspiel gegen Borussia Mönchengladbach mit Einwechslung für Thomas Müller in der 86. Minute zu einem weiteren Kurzeinsatz.
Zur Saison 2019/20 wechselte Jeong zum SC Freiburg. In der Hinrunde kam er unter Christian Streich nicht in der Bundesliga zum Einsatz, sondern spielte sechsmal in der zweiten Mannschaft in der Regionalliga Südwest, wobei er zwei Tore erzielte. Im Januar verpasste Jeong aufgrund seiner Teilnahme an der U23-Asienmeisterschaft 2020 die Wintervorbereitung. Nach dem Turnier kehrte er nicht zum SC Freiburg, sondern bis zum Saisonende auf Leihbasis zum FC Bayern München zurück, bei dem er dem Kader der zweiten Mannschaft angehörte. Er kam bis zum Saisonende auf 15 Einsätze (zehnmal von Beginn an), in denen er ein Tor erzielte und die meisten Treffer vorbereitete. Jeong wurde mit der Mannschaft Meister der 3. Liga und verließ München zur Saison 2020/21 wieder.
Zur Saison 2023/24 wechselte Jeong zum VfB Stuttgart. Ende August 2024 wechselte er auf Leihbasis für eine Saison zum Ligakonkurrenten 1. FC Union Berlin. Im Sommer 2025 wechselte er schließlich fest zu Union Berlin.

### Nationalmannschaft
Jeong kam als Juniorennationalspieler zunächst für die U14-Nationalmannschaft im Jahr 2013 in sieben Länderspielen zum Einsatz, in denen er vier Tore erzielte. Sein Debüt als Nationalspieler krönte er am 13. August beim 4:1-Sieg über die U14-Nationalmannschaft Kuwaits im Rahmen der Asiatischen Jugendspiele in Nanjing sogleich mit einem Tor. Für die U17-Nationalmannschaft bestritt er vom 15. August 2014  bis zum 15. Dezember 2016 elf Länderspielen zum Einsatz, in denen er drei Tore erzielte. Diese gelangen ihm bei der Teilnahme am Olympischen Jugendfußballturnier 2014. Gegen die beiden Vertreter aus Kap Verde und Vanuatu in der Gruppe D gelang ihm beim 9:0- und 5:0-Sieg jeweils ein Tor. Im mit 1:2 verlorenen Finale gegen den Vertreter aus Peru erzielte er das einzige Tor seiner Mannschaft. In einem Zeitraum von zwei Jahren kam er in drei Länderspielen erstmals im Seniorenbereich zum Einsatz, wobei ihm ein Tor gelang.
Am 25. März 2021 bestritt er sein erstes Länderspiel für die A-Nationalmannschaft, die in Yokohama das Testspiel gegen die Nationalmannschaft Japans mit 0:3 verlor. Sein erstes Länderspieltor erzielte er am 16. November 2021 beim 3:0-Sieg im WM-Qualifikationsspiel der dritten Runde in Gruppe 1 gegen die Nationalmannschaft Iraks mit dem Treffer zum Endstand in der 79. Minute.
Als Torschützenkönig führte Jeong die südkoreanische Auswahl bei den Asienspielen im Herbst 2023 mit acht Turniertoren zur Goldmedaille.

## Erfolge
- Asienspielesieger 2023 (als Torschützenkönig)
- Meister der 3. Liga 2020
- Deutscher Meister 2019 (1 Einsatz)
- Meister Regionalliga Bayern 2019 und Aufstieg in die 3. Liga
- Olympische Silbermedaille Jugend-Sommerspiele 2014

## Sonstiges
Jeong ist der erste südkoreanische Spieler, der in einem Pflichtspiel für den FC Bayern zum Einsatz kam. Des Weiteren ist er im Alter von 19 Jahren der jüngste Südkoreaner, der in einem Spiel der UEFA Champions League zum Einsatz kam.